# Thalamita stephensoni
Thalamita stephensoni is een krabbensoort uit de familie van de Portunidae. De wetenschappelijke naam van de soort is voor het eerst geldig gepubliceerd in 1962 door Crosnier.